# Субмарино
«Субмари́но» (дат. Submarino) — фильм режиссёра Томаса Винтерберга, вышедший на экраны в 2010 году. Экранизация романа Юнаса Бенгтссона.

## Сюжет
Ник и его брат выросли в неблагополучной семье, их мать была алкоголичкой. Прошло много лет, но их жизнь так и не наладилась. Ник отсидел в тюрьме, а после выхода живёт в общежитии и не имеет никаких планов на будущее. Эту неопределенность он пытается заглушить алкоголем или походом в спортзал. Его круг общения ограничивается соседкой Софи и неуравновешенным бродягой Иваном. Младший брат Ника живёт с сыном Мартином, однако ему всё труднее присматривать за ребёнком по мере того, как развивается его героиновая зависимость.

## В ролях
| Актёр                  | Роль                    |
| ---------------------- | ----------------------- |
| Якоб Седергрен         | Ник                     |
| Петер Плаугборг        | брат Ника, отец Мартина |
| Густав Фишер Кьерульф  | Мартин                  |
| Патрисия Шуман         | Софи                    |
| Мортен Розе            | Иван                    |
| Хенрик Струбе          | Джимми                  |
| Хелена Рейнгорд Нойман | Мона                    |
| Дар Салим              | Горан                   |

## Награды и номинации
- 2010 — участие в основном конкурсе Берлинского кинофестиваля
- 2010 — кинопремия Северного Совета (Тобиас Линдхольм, Томас Винтерберг, Мортен Кауфманн)
- 2010 — номинация на премию European Film Awards лучшему актёру (Якоб Седергрен)